# Tom Glavine
Thomas Michael Glavine (ur. 25 marca 1966) – amerykański baseballista, który występował na pozycji miotacza przez 22 sezony w Major League Baseball.
Glavine po ukończeniu w 1984 roku szkoły średniej, gdzie grał w hokeja i w baseball, przystąpił do dwóch draftów, NHL (wybrany w czwartej rundzie przez Los Angeles Kings) i MLB (wybrany w drugiej rundzie przez Atlanta Braves). Zdecydował się podpisać kontrakt z Braves i w barwach tego zespołu zadebiutował 17 sierpnia 1987. W 1991 po raz pierwszy wystąpił w All-Star Game, zaliczył najwięcej zwycięstw w National League (zwyciężał w tej klasyfikacji jeszcze czterokrotnie w 1992, 1993, 1998 i 2000), po raz pierwszy otrzymał nagrody Cy Young Award i Silver Slugger Award.
W 1995 zagrał w dwóch meczach World Series (2–0 W-L, 1,29 ERA, 11 SO), w których Braves pokonali Cleveland Indians 4–2; wybrano go najbardziej wartościowym zawodnikiem finałów. W grudniu 2002 podpisał trzyletni kontrakt z New York Mets wart 42,5 miliona dolarów.
5 sierpnia 2007 w meczu przeciwko Chicago Cubs rozegranym na Wrigley Field, zaliczył 300. wygraną w karierze jako 23. miotacz w historii MLB. W listopadzie 2013 ponownie został zawodnikiem Atlanta Braves. Po raz ostatni zagrał 14 sierpnia 2008. W 2014 został uhonorowany członkostwem w Baseball Hall of Fame.
| Nagroda/wyróżnienie           | Lata                                                      | Źródło |
| 10× All-Star                  | 1991, 1992, 1993, 1996, 1997 1998, 2000, 2002, 2004, 2006 | [ 2 ]  |
| 2× NL Cy Young Award          | 1991, 1998                                                | [ 2 ]  |
| 4× Silver Slugger Award       | 1991, 1995, 1996, 1998                                    | [ 2 ]  |
| Zwycięzca w World Series      | 1995                                                      | [ 3 ]  |
| World Series MVP              | 1995                                                      | [ 2 ]  |
| Babe Ruth Award               | 1995                                                      | [ 7 ]  |
| 300 win club                  |                                                           | [ 8 ]  |
| Baseball Hall of Fame         | od 2014                                                   | [ 6 ]  |
| # 47 zastrzeżony przez Braves | 2010                                                      | [ 9 ]  |